# Rémelfang
Rémelfang é uma comuna francesa na região administrativa de Grande Leste, no departamento de Mosela. Estende-se por uma área de 3,3 km². Em 2010 a comuna tinha 157 habitantes (densidade: 47,6 hab./km²).